# Голубовка
Голубо́вка (каз. Голубовка) — село у складі Іртиського району Павлодарської області Казахстану. Адміністративний центр та єдиний населений пункт Абайського сільського округу.
Населення — 760 осіб (2021; 985 у 2009, 1222 у 1999, 1197 у 1989).
Національний склад станом на 1989 рік:
- казахи — 31 %
- росіяни — 30 %;
- українці — 24 %.